# Kaspar Schwenckfeld
Caspar von Schwenckfeld (Ossig, perto de Lubin, 1489 — Ulm, 10 de Dezembro de 1561) foi teólogo, pregador e reformador. Atuou como conselheiro de Carlos I, Duque de Münsterberg (1476-1536), George I, Duque de Brieg (1470-1502), e Frederico II, Duque de Liegnitz (1480–1547).
Por volta de 1518 ou 1519, Caspar Schwenckfeld passou por uma experiência a que ele se refere como uma visitação divina. Ele confessa não ter tido preferência por nenhuma religião durante seus primeiros anos como conselheiro na corte, mas seu comportamento começou a mudar depois da "visitação". Depois disso, a leitura das obras de Martinho Lutero incrementaram ainda mais seu estudo pelas escrituras, mudando a sua vida definitivamente. Por volta de 1521 ele começou a apoiar a causa da reforma, tendo conseguido o apoio do duque nesse sentido.
Porém, desde o começo, suas ideias começaram a diferir de Martinho Lutero, e em junho de 1524 ele publicou uma Advertência aos pregadores da Silésia, onde ele procurava corrigir alguns problemas que haviam surgido com a teologia do reformador: a questão da fé, a ausência de livre arbítrio das criaturas, a questão dos mandamentos divinos, a inutilidade de nossas obras, dentre outras. Esses conceitos eram compartilhados pelo seu colega e humanista Valentin Krautwald (1465–1545). Seus seguidores acabaram criando uma nova seita religiosa, que foi banida da Alemanha, mas suas ideias influenciaram o anabatismo, o Puritanismo da Inglaterra e o Pietismo, movimento criado por Philip Jacob Spener (1635-1705).